# Зафар Ікбал (хокеїст на траві)
Зафар Ікбал (20 червня 1956) — індійський хокеїст на траві.
Олімпійський чемпіон 1980 року, учасник 1984 року.
Срібний призер Азійських ігор 1978, 1982 років.
Бронзовий призер Трофею чемпіонів 1982 року.